# Амапа (микрорегион)
Вижте пояснителната страница за други значения на Амапа.
Микрорегион Амапа е един от микрорегионите на бразилския щат Амапа, част от мезорегион Северна Амапа. Поделен е на три общини (градове).

## Общини
- Амапа
- Пракууба
- Тартаругалзиню